# Terracette

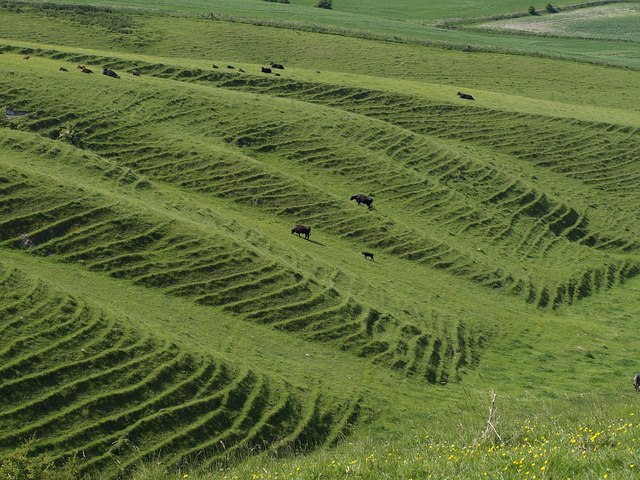
Terracettes op Morgan's Hill in Wiltshire

Volgens de geomorfologie is een terracette een type landformatie, een richel, op een heuvel die gevormd wordt wanneer verzadigde deeltjes zwellen wanneer ze water absorberen en vervolgens weer uitdrogen zodat ze naar beneden rollen.
Het kan eveneens beschreven worden als een onregelmatige trapachtige formatie op een helling, vooral als die voor het houden van vee gebruikt wordt. Het Nederlandse synoniem voor terracette is koeientrap, hoewel beide woorden slechts sporadisch gebruikt worden in de Nederlandse taal.